# Cinara acadiana
Cinara acadiana är en insektsart som beskrevs av Hottes 1956. Cinara acadiana ingår i släktet Cinara och familjen långrörsbladlöss. Inga underarter finns listade i Catalogue of Life.